# Inter-Provincial Amateur Hockey Union
Inter-Provincial Amateur Hockey Union (kratica IPAHU, Medprovincialno amatersko hokejsko združenje) je bila najvišja amaterska hokejska liga v Kanadi po razkolu lige ECAHA na amaterska in profesionalna hokejska moštva leta 1908. 

## Zgodovina
Liga je bila ustanovljena leta 1908, da bi ločila tekmovanje na profesionalce iz lige ECAHA in amaterje. Moštva so pričela v ligi igrati januarja 1909, tedaj je imela liga 4 člane: Montreal Victorias, Montreal AAA, Ottawa Cliffsides in Toronto AAC. Toronto AAC je obenem še vedno igralo v ligi OHA. 
Februarja 1909 je bilo oznanjeno, da je Sir Montagu Allan daroval nov prvenstveni pokal za kanadska amaterska moštva. Novi pokal Allan Cup je bil tako dan IPAHU moštvu Montreal Victorias kot najboljšemu amaterskemu moštvu. Ottawa Cliffsides se postali prvaki lige IPAHU in so s tem tudi osvojili Allan Cup. Pokal so nato izgubili v izzivalni tekmi proti moštvu Queen's University iz kraja Kingston. 

## Moštva
- Montreal Victorias, (1908–09) -
- Montreal Hockey Club, (1908–) -
- Ottawa Cliffsides, (1908–09) -
- Ottawa New Edinburghs, (1910–12) -
- Sherbrooke Saints, (1912–13) -
- Toronto Amateur Athletic Club, (1908–09) - 1910

## Pregled sezon
| Sezona  | Moštva                                                                    | Prvak                          |
| ------- | ------------------------------------------------------------------------- | ------------------------------ |
| 1908/09 | Montreal HC, Montreal Victorias, Ottawa Cliffsides, Toronto AAC           | †Ottawa Cliffsides (po točkah) |
| 1909/10 | Montreal HC, Montreal Victorias, Ottawa Cliffsides, Toronto AAC           |                                |
| 1910/11 | Montreal Victorias, Montreal HC, Ottawa Cliffsides, Ottawa New Edinburghs |                                |
| 1911/12 | Ottawa New Edinburghs, Ottawa Stewartons, ?                               |                                |
| 1912/13 | Ottawa New Edinburghs, Ottawa Stewartons, Sherbrooke Saints, ?            |                                |

† Zmagovalec pokala Allan Cup